# L'eroe è morto!
L'eroe è morto! (勇者が死んだ! 村人の俺が掘った落とし穴に勇者が落ちた結果。?, Yūsha ga shinda! Murabito no ore ga hotta otoshiana ni yūsha ga ochita kekka., lett. "L'eroe è morto! Il risultato dell'eroe che cade in una fossa che ho scavato tra gli abitanti del villaggio.") è un manga scritto e disegnato da Subaruichi. È stato pubblicato sul sito di Ura Sunday e sull'app MangaONE dal 9 dicembre 2014 al 7 dicembre 2020.
In Italia è stato pubblicato da Edizioni BD sotto l'etichetta J-Pop dal 21 giugno 2017 al 27 ottobre 2021.
Un adattamento anime ad opera di Liden Films e intitolato The Legendary Hero Is Dead! è stato trasmesso dal 6 aprile al 22 giugno 2023.

## Trama
Tre anni prima dell'inizio della storia, nella zona più a nord del mondo si ergeva un cancello dell'inferno, un portale utilizzato dal Signore dei Demoni per invadere il regno degli esseri umani con i suoi servitori mostri ma grazie al leggendario eroe Shion Bleidan, detentore della spada Excalibur, e al suo fedele gruppo di compagni, tale cancello venne finalmente bloccato mediante l'utilizzo di un sigillo e l'armata demoniaca venne sgominata. Tuttavia, nel corso del tempo, tale sigillo si rivelò essere incompleto e perciò si è indebolito molto, così sporadicamente riescono a passare alcuni mostri che vogliono portare avanti il piano del loro signore. Dopo che un nutrito gruppo di queste creature è entrato nel paese attraversando il cancello dell'inferno, la professione di eroe è tornata di nuovo indispensabile.
Touka Scott, un giovane contadino egoista e perverso della città di Cheza, si è così preparato per un eventuale attacco da parte dei mostri e ha deciso di costruire una trappola in cui attirarli in caso di necessità. Un giorno fa la sua apparizione una di queste creature e Touka tenta invano di attirarla nella sua trappola mediante l'utilizzo della pancetta affumicata che aveva con sé ma per sua fortuna sopraggiunge Shion, l'eroe locale, che salva tutti dalla minaccia. Dopo la sconfitta del mostro, l'eroe oramai affamato per aver compiuto l'impresa, tenta di mangiare un boccone della pancetta ma muore cadendo per sbaglio nella trappola di Touka.
Di fronte a tale situazione, la negromante Anri Haynesworth decide di applicare a suo modo la legge del taglione e perciò imprigiona il corpo di Touka all'interno di un talismano ed il suo spirito va ad animare il corpo dell'oramai defunto Shion, cercando di sostituirlo divenendo un eroe zombie. Il mondo ha bisogno di qualcuno che possa risolvere la situazione una volta per tutte e Touka non può esimersi da prendere il posto di Shion, così si fa carico della salvezza dei suoi simili grazie all'aiuto dell'amica d'infanzia Yuna Yunis e di Anri, partendo all'avventura.

## Personaggi

Da sinistra verso destra: Anri, Margaret, Touka (nel corpo di Shion) e Yuna

Touka Scott (トウカ・スコット?, Tōka Sukotto)
Doppiato da: Wataru Katō, Shun'ichi Toki (nel corpo di Shion) (ed. giapponese), Sebastiano Tamburrini, Dario Sansalone (nel corpo di Shion) (ed. italiana)
Un contadino del villaggio di Cheza che coltiva daikon. Ha un feticismo per le cosce delle donne e cerca di infilare le calze a ginocchio ad ogni bella donna che incontra, e in un'occasione le ha messe anche a un daikon. Dopo la morte dell'eroe Shion in una fossa che aveva scavato per intrappolare un demone, il suo spirito è stato trasferito da Anri nel corpo di Shion e ha intrapreso un viaggio per salvare il mondo al posto dell'eroe. Il suo corpo è sigillato nella Bara del Vivente da Anri. Non vuole affrontare avventure rischiose perché preferisce condurre una vita lenta e tranquilla. Nonostante ciò, tiene ai suoi amici e non è il tipo che abbandona le persone buone, quindi nel profondo ha un buon cuore. Anche se si trova nel corpo di Shion, il suo livello di potere magico è solo di 1, pari a quello di un neonato, e la sua abilità con la spada non è molto elevata. In battaglia riesce comunque a impiegare al meglio le proprie risorse e usare il cambio di forma della spada sacra come elemento strategico a suo favore, oppure a leggere le mosse del nemico e a farlo cadere in una trappola. Nato in Elbania, nel Continente Centrale, ha seguito il padre mercenario nel Continente Settentrionale cinque anni prima dell'inizio della serie insieme alla madre, ma è stato separato bruscamente dal padre a causa di una tempesta di fuoco; dopo aver perso anche la madre un anno dopo, è stato allevato dalla bandita Ethel Borgnine dalla quale ha imparato a maneggiare il pugnale e preparare delle trappole. Il suo livello di potere magico è basso e inizialmente può maneggiare la spada sacra solo quando si trova nel corpo di Shion, ma quando il suo potere magico è aumentato temporaneamente durante la battaglia nella Capitale Reale, è stato scambiato dalla spada sacra come una persona adatta ad essere il prossimo eroe e perciò è divenuto in grado di maneggiare l'arma in qualsiasi corpo si trovi. Inoltre, il suo livello di potere magico è salito a 3, lo stesso di un adulto, grazie all'addestramento sull'Isola della Sapiente.
Shion Bleidan (シオン・ブレイダン?, Shion Bureidan, Sion Bladan nell'anime)
Doppiato da: Shun'ichi Toki (ed. giapponese), Dario Sansalone (ed. italiana)
Un ragazzo coraggioso che è stato scelto dalla spada sacra per salvare il mondo, ha 16 anni. Tre anni prima ha sigillato le porte degli inferi usando la spada sacra, ma dopo che il sigillo è stato spezzato, ha continuato il suo viaggio per sterminare i demoni in vari luoghi. Era un irriducibile amante di carne, a tal punto che è morto in una trappola di carne alla griglia preparata da Touka per eliminare un demone. Prima di morire, disse ad Anri che voleva che qualcun altro usasse il suo corpo dopo la sua morte, e da allora il suo cadavere è stato usato come contenitore per lo spirito di Touka. È una persona di buon carattere che tratta tutti senza distinzioni. Vanta di un livello di magia pari a 10, che è il limite di un essere umano, ed era molto apprezzato per il suo inumano senso del combattimento e l'eccezionale carisma. È un tipo altruista che non pretende nulla in cambio, ed è considerato sospettoso da Touka. Dopo la sua morte il suo spirito è finito nella spada sacra e quando incontra Touka nel mondo della spada sacra riesce ad autorianimarsi temporaneamente usando il corpo di Touka. In seguito, diventa in grado di comunicare con Touka attraverso la spada dandogli consigli nel corso delle sue avventure. Quando ha sigillato le porte degli inferi tre anni prima, Femuria, il dio della guerra, gli ha rivelato la verità sui negromanti e ha appreso che sigillando le porte degli inferi i negromanti sarebbero morti in pochi anni, quindi ha deliberatamente reso le porte degli inferi inviolabili in soli tre anni per il bene di Anri. In seguito verrà svelato che la sua morte nella trappola di Touka è in realtà un suicidio dovuto al forte trauma subito durante il viaggio, dove ha commesso il crimine di sigillare in modo incompleto le porte degli inferi per salvare Anri. Rivela la verità a Touka nel mondo della spada sacra, dove quest'ultimo lo ha incoraggiato dicendo che insieme sarebbero potuti diventare grandi eroi, quindi Shion ha promesso di unirsi al gruppo di Touka e di combattere al suo fianco fino alla fine. Tre anni prima era in viaggio con la sorella Brigitte Bleidan e l'amica d'infanzia Beatrice, ma entrambe hanno perso la vita durante la loro avventura.
Anri Haysworth (アンリ・ヘイズワース?, Anri Heizuwāsu)
Doppiata da: Ayana Taketatsu (ed. giapponese), Annalisa Longo (ed. italiana)
Una ragazza negromante compagna di avventure di Shion, ha 12 anni. Ha capelli bianchi, occhi rossi e ha sempre il naso che cola. Le è stato detto da Shion che voleva che il suo corpo fosse custodito da qualcuno che secondo lui avrebbe potuto salvare il mondo dopo la sua morte e, vista l'abilità di Touka nell'ucciderlo, seppure accidentalmente, Anri ha usato la negromanzia per trasferire lo spirito di Shion nel corpo di Touka. Ha un carattere piuttosto ingenuo e si lascia ingannare facilmente, ma il suo livello di magia è 9 e vanta un potere magico tale da essere considerata una grande maga. In battaglia, fa pieno uso della negromanzia a distanza e della possessione, e ha persino sconfitto un demone con una spada. È perseguitata dalla gente a causa del suo uso della negromanzia proibita, e solo i suoi compagni di allora erano a conoscenza che aveva accompagnato Shion tre anni prima nel suo viaggio, dopo però si era limitata a guardarlo. Inoltre, a causa dell'etica distorta propria dei negromanti, è stata trattata come un demone dagli altri suoi compagni fatta eccezione di Shion. In seguito finisce per affezionarsi a Touka, che l'ha accettata dopo aver appreso della sua vera identità, e ha preso a cuore la sua promessa di vivere una vita tranquilla nel villaggio con lui dopo la fine del suo viaggio. Il loro rapporto si è approfondito nel corso delle successive avventure e si sono promessi di rimanere insieme anche se lei non fosse diventata una bella ragazza. Negli inferi, Touka scopre da un cavaliere del regno di Roselia che gli umani e i negromanti non possono coesistere e decide che le porte degli inferi devono essere sigillate e che i negromanti devono tornare negli inferi. Per convincere Touka a sigillare le porte degli inferi senza esitazioni, usa il cadavere del Signore dei Demoni che aveva ottenuto per schierarsi con suo fratello Friedrich e i suoi amici contro Touka e i suoi compagni, con la premessa che alla fine avrebbe posto fine alla propria vita.
Yuna Eunice (ユナ・ユニス?, Yuna Yunisu)
Doppiata da: Hibiku Yamamura (ed. giapponese), Federica Simonelli (ed. italiana)
Una ragazza di 17 anni amica d'infanzia di Touka. Touka la prende spesso di mira per le sue cosce, e lei lo punisce ogni volta con il pugno di ferro. È invaghita di Shion, da quando questi tre anni prima l'ha salvata dall'attacco di un demone. Desidera vivere un'avventura come gli eroi e intraprendere un viaggio per salvare il mondo con Touka ed Anri per ripagare il suo debito con Shion. Il suo livello di magia è 2, pari a quello di un bambino, e in combattimento è un'artista marziale. Suo padre, Fieri Eunice, le ha proibito di avere a che fare con la stregoneria, perché una volta si era risvegliata come una "strega" e se si fosse tolta la pietra contenitiva della magia che portava sempre al collo, il suo corpo sarebbe stato invado da un alto potere magico e sarebbe morta nel giro di un anno perché il suo fisico non avrebbe potuto sopportarlo. Pertanto, quando libera il suo potere magico quando deve combattere, si veste come una ragazza magica grazie alla magia del travestimento applicata da sua sorella Millie Eunice, e il suo livello di potere magico raggiunge i 50, e in cambio del fardello posto sul suo corpo, può persino uccidere un drago con un colpo solo. Nata in Elbania da una famiglia nobile, con un padre appartenente a una prestigiosa famiglia di artisti marziali e una madre figlia di un signore della città, si è preoccupata per Touka, che riportava spesso ferite, e si è avvicinata a lui dieci anni fa. Inizialmente vedeva Touka come un fratello minore, ma dopo il disperato salvataggio di Touka tra le rovine di Elbania, si è accorta di lui come membro del sesso opposto.
Margaret Farom (マルグリット・ファロム?, Maruguritto Faromu, Marguerite Farom nell'anime)
Doppiata da: Yurika Kubo (ed. giapponese), Ludovica De Caro (ed. italiana)
Terza principessa del regno di Farom, ha 16 anni. Suo padre, il re, si aspetta che sposi un uomo coraggioso e fin da piccola le è stata impartita ogni tipo di istruzione in campo accademico, marziale, artistico e di etichetta. A causa della sua rigida educazione, era interiormente stressata e soffriva della sindrome da dispersione magica. Di conseguenza, era costretta a mangiare grandi quantità di cibo alla volta, il che la faceva ingrassare. In seguito è stata curata dalla dispersione magica, ma la sua abitudine a mangiare grandi quantità di cibo e ad aumentare di peso è rimasta invariata. Ammirava a rispettava Shion, ma in seguito al suo incontro con Touka, che è entrato nel corpo di Shion, ha sviluppato una simpatia per lui dopo un appuntamento a una festa in maschera. Quando poi viene a conoscenza che Shion è morto rimane molto scioccata, ma dopo che Touka rischia la vita per proteggerla, si innamora di lui e decide di accompagnarlo nelle sue avventure. Ha un carattere femminile e deciso, ma è anche gelosa e ha un forte senso dei propri sentimenti. Al termine dell'avventura progetta di accogliere Touka come eroe e di sposarlo. In combattimento maneggia un arco magico ma è anche pratica nell'uso delle spade e delle lance. Sotto la guida di Isaac Gardner, suo maestro fin dall'infanzia, a volte combattete utilizzando tecniche dello stile Farom, alcune delle quali insolite, come l'arte di spogliarsi. Ha un livello di magia pari a 7 e, oltre a gestire la magia del fucile di ghiaccio, ha acquisito la padronanza della magia avanzata che crea spade e scudi grazie all'addestramento e ai combattimenti reali sull'Isola della Sapiente. La spada diventa enorme in proporzione alla magia riversata in essa, ripristinando la magia della persona che colpisce; ripristinandola eccessivamente, è possibile rendere la persona dipendente dalla magia e stordirla. Lo scudo invece è debole contro gli attacchi fisici, ma può convertire le sostanze fatte di stregoneria e magia nel proprio potere magico.
Kyle Osment (カイル・オズメント?, Kairu Ozumento)
Doppiato da: Yūichi Nakamura (ed. giapponese), Ruggero Andreozzi (ed. italiana)
Spadaccino di 23 anni. È il figlio maggiore di una delle principali famiglie nobili del continente ed era solito sostenere Shion come suo braccio destro. È carismatico grazie alle sue elevate capacità e al suo bell'aspetto, ed è così forte e sicuro di sé che si definisce "l'uomo amato da Dio". Tuttavia, poiché non è stato scelto dalla spada sacra, ha un complesso di inferiorità e un amore distorto per Shion e, dopo che Anri è diventata sua amica, ha progettato di uccidere Shion e prendere il suo corpo attraverso la negromanzia. Nella città di Berna, incontra Touka e il suo gruppo salvando il ragazzo, che era sospettato di essere il falso eroe, ma il suo vero scopo era quello di uccidere lo stesso Touka e quindi appropriarsi del corpo di Shion. In seguito è stato sconfitto e imprigionato nella capitale reale mentre girava nudo per la città. Ha poi collaborato con Siruela Carmen e altri per risolvere il caso di un negromante malvagio ad Elbania e si è precipitato ad aiutare Touka. Da allora accompagna il gruppo di Touka e ha combattuto al suo fianco, ma segretamente non ha rinunciato a prendere il corpo di Shion e sta cercando di assassinare Touka. Oltre a usare la spada in battaglia, fa uso del suo potere magico di livello 10 per manipolare a piacimento un pugnale composto di potere magico per fare a pezzi i suoi nemici. Come magia avanzata, può anche usarne uno per dare alla sua spada una forma angelica, che gli consente di contrastare gli attacchi magici altrui. Sull'Isola della Sapiente, ha imparato da Margaret lo stile Farom che prevede di spogliarsi e ha sviluppato ulteriormente lo stile Kyle che invece serve a vestirsi, che gli ha permesso di eludere continuamente gli attacchi dei suoi avversarsi. In passato pensava esclusivamente di prendere il corpo di Shion, ma dopo essere stato sconfitto da Touka, che era solo un contadino, e aver capito che esiste una forza che non può essere misurata con la semplice abilità, ha imparato la tecnica di battaglia del volo.
Millie Eunice (ミリィ・ユニス?, Mirī Yunisu)
Doppiata da: Sakura Shinfuku (ed. giapponese), Chiara Leoncini (ed. italiana)
Avventuriera coraggiosa autoproclamata di 16 anni, sorella minore di Yuna. Ha conosciuto Touka da bambina e si è offerta di sposarlo. Non è molto abile nei combattimenti con la spada, e perciò si è allenata molto per migliorarsi. Dopo aver vinto un torneo di gladiatori nel regno occidentale, ha ottenuto la spada sacra Durandal, che usa in battaglia per attaccare a distanza provocando delle onde d'urto. Tre anni prima, quando i demoni attaccarono la città di Elbania, Shion la salvò e la addestrò a diventare un'eroina per ripristinare Elbania come ricompensa. Durante le sue avventure, incontra Touka e i suoi amici nella città di Moaran e collabora con loro fino alla battaglia di Elbania. In seguito si dirige verso le porte degli inferi nel Continente Settentrionale.
Ethel Borgnine (エセル・ボーグナイン?, Eseru Bōgunain)
Doppiata da: Sayaka Ōhara (ed. giapponese), Ilaria Silvestri (ed. italiana)
Una donna cacciatrice di taglie di 29 anni. Tre anni e mezzo fa, Touka l'ha pregata di diventare suo apprendista nel Continente Settentrionale, permettendogli di approfondire le sue conoscenze sulle trappole e sulla sopravvivenza nei mesi di viaggio verso Elbania. Tre mesi fa, Touka ha assistito all'apertura delle porte degli inferi e, per qualche motivo, ha cambiato idea e si è alleata con i negromanti per assassinare un gruppo di eroi. Tuttavia, Touka con la sua intraprendenza è riuscito a ribaltare la situazione, portando Ethel a collaborare con il suo gruppo dopo aver scoperto che l'eroe in carica era proprio Touka. In seguito, credendo ancora che i negromanti avrebbero guidato il mondo nella giusta direzione e, dopo la battaglia in Elbania, si è allontanata temporaneamente da Touka e dal suo gruppo, ma quando si è resa conto che il regno di Roselia, con cui si era alleata, stava per acquisire potere e dominare il mondo con la paura, ha deciso di collaborare nuovamente con loro, fino alle porte degli inferi. Il suo livello di magia è 8, che è un valore elevato per un mago, e usa la tecnica della negromanzia in quanto possiede la pietra magica apposita. Quando combatte i nemici, prepara doppie o triple trappole per cacciarli, ma è sorprendentemente ingenua e a volte si approfitta di Touka. Ha il braccio sinistro del Signore dei Demoni impiantato nel proprio corpo e indossa sempre dei guanti per nasconderlo.
Belarco (ベラーコ?, Berāko)
Doppiato da: Wataru Hatano (ed. giapponese), Davide Fazio (ed. italiana)
Un avventuriero che ha partecipato alla richiesta di sconfiggere un demone nelle rovine di Fort Arda. I suoi segni distintivi sono le cicatrici sul viso e i capelli lunghi. Combatte con due lance ed è considerato un avventuriero esperto che ha eliminato più di 100 demoni in una battaglia di tre anni prima, anche se in realtà ha sconfitto esclusivamente demoni di classe inferiore, non riuscendo mai ad avere la meglio contro quelli di classe intermedia. Nella città di Moerlan, salva Touka e i suoi amici dall'attacco dei cittadini e, dopo essersi precipitato nella capitale reale con il sindaco, partecipa alla battaglia di Elbania. In seguito, accompagna Siruela e altri guerrieri nelle loro indagini sui negromanti. Anche se raramente svolge un ruolo attivo durante gli scontri, ha la tendenza a essere troppo apprezzato da chi lo circonda, e gradualmente è diventato famoso per aver sconfitto 100 demoni di alto livello contemporaneamente o addirittura 100 arciduchi demoniaci, benché non sia vero. In realtà, è stato il primo principe del regno orientale di Roselia, Blakal Roselia (ラコール・ロゼリア?, Rakōru Rozeria), ed era fidanzato con la sorella di Margaret, Charlotte, la seconda principessa di Farom. Tuttavia, a seguito di una grave ferita riportata quattro anni prima, ha perso la memoria ed è stato salvato da Shion, verso il quale prova un forte debito di gratitudine; ciò lo porta a decidere di diventare un eroe in grado di salvare gli altri. Una volta appreso delle sue origini da Friedrich, Belarco decide di combattere il regno di Roselia, che opprime il suo popolo. Successivamente combatte contro suo fratello, il principe Berhardt, dinanzi alle porte degli inferi e vince.
Isaac Gardner (アイザック・ガードナー?, Aizakku Gādonā)
Doppiato da: Takashi Aoki (ed. giapponese), Matteo De Mojana (ed. italiana)
Il tutor di Margaret.
Responsabile dell'istruzione di Margaret. Porta una benda sull'occhio destro. È una persona serie e ha istruito severamente Margaret, ma si sente responsabile della sua sindrome di dispersione magica. D'altra parte, ha un lato iperprotettivo e non gradisce la vicinanza della principesse al poco serio Touka. Dopo che Leland è stato rovesciato, ha assunto la direzione dell'orfanotrofio, dove funge da educatore. Nonostante sia amato da molte persone, è stato più volte imprigionato perché spesso ha la tendenza a spogliarsi per la città per via dello stile di svestizione Farom. È in realtà uno dei quattro negromanti che, come il re Farom, si trova sulla Terra da 1000 anni.
Leland Tallman (リーランド・トールマン?, Rīrando Tōruman)
Doppiato da: Chikahiro Kobayashi (ed. giapponese), Francesco Mei (ed. italiana)
Un uomo occhialuto dal carattere mite che dirige un orfanotrofio. Tratta i bambini dell'orfanotrofio con gentilezza e viene considerato da Margaret come se fosse uno di famiglia, essendo un ex medico della struttura. In realtà collabora con i negromanti e ha ucciso un gran numero di persone della capitale reale. Oltre a possedere una visione a raggi X, la sua sessualità è stata distorta dalla magia della chiaroveggenza durante l'infanzia, e ora intende trasformare molte persone in scheletri non morti, giustificando le sue azioni con la scusa di volerli "salvare". È particolarmente affezionato alle ossa di Margaret e ha causato un incidente durante la festa in maschera usando la negromanzia per rapire e sposare la ragazza. In seguito, Margaret viene salvata da Touka e dai suoi amici mentre Leland ne esce sconfitto e viene arrestato. Dopo essere stato imprigionato, diventa pazzo a causa di un'overdose di una pozione magica per aumentare il mana.
Friedrich Norstein (フリードリヒ・ノルシュテイン?, Furīdorihi Norushutein)
Doppiato da: Kenshō Ono (ed. giapponese), Simone Marzola (ed. italiana)
Leader dei negromanti. Possiede i cadaveri dei quattro arciduchi demoniaci, i Portaex, e in battaglia crea fratture nello spazio per evitare e intercettare gli attacchi nemici. Questa magia gli permette di spostarsi istantaneamente in luoghi lontani una volta che li ha visti. Tuttavia, non può collegare direttamente la Terra e gli inferi e non può collegarsi alle porte degli inferi dall'esterno a causa degli effetti della protezione. È il fratello maggiore di Anri che, dopo essere stata separato, ha unito le forze con i demoni e li ha riuniti con il pretesto di vendicarsi degli umani che li avevano perseguitati. I suoi veri obiettivi sono il rovesciamento della classe dirigente, come i reali e la nobiltà e il dominio del mondo da parte dei negromanti, ed è disposto a compiere sacrifici per raggiungere questi scopi. D'altra parte, non ama uccidere senza una buona ragione e aiuta coloro che hanno perso la voglia di combattere, anche se sono suoi nemici, e ha persino reso Dominique sua amica conquistandola.
Diego Valentine (ディエゴ・ヴァレンタイン?, Diego Varentain)
Doppiato da: Shintarō Asanuma (ed. giapponese), Diego Baldoin (ed. italiana)
Un negromante tuttofare, compagno di Friedrich. Ha un livello magico di 40 e usa la magia della chiaroveggenza e la magia di manipolazione del sangue, oltre a possedere il cadavere di Vertex, uno dei quattro arciduchi demoniaci. Ha un demone che usa la magia di demonizzazione e sta cercando di sfruttare gli abitanti di Moerlan come risorsa nella sua campagna contro la capitale reale. Mentre si trovava presso le rovine di Elbania con 1000 demoni per compiere la demonizzazione delle persone, è stato fermato da Touka e il suo gruppo che hanno distrutto il cadavere di Vertex, ed è stato abbandonato dai suoi alleati e ucciso da un demone di rango inferiore perché il suo spirito si era esaurito. In seguito riesce a prendere il controllo del suo corpo, ma viene catturato dal regno di Roselia. Quando Friedrich è stato catturato a sua volta dal regno di Roselia, Diego ne approfitta per fuggire e da allora è stato reintegrato nel gruppo dei negromanti.

## Media

### Manga
La serie, scritta e disegnata da Subaruichi, è stata serializzata dal 9 dicembre 2014 al 7 dicembre 2020 sul sito di Ura Sunday e sull'app MangaONE di Shōgakukan. La serie è entrata nell'arco finale il 6 dicembre 2020. I capitoli sono stati raccolti in venti volumi tankōbon pubblicati dal 12 maggio 2015 al 18 marzo 2021.
Un sequel intitolato Yūsha ga shinda! Kami no kun-hen (勇者が死んだ！-神の国編-? lett. "L'eroe è morto! -Regno di Dio-") ha iniziato la serializzazione sull'app MangaONE il 9 maggio 2022. I capitoli vengono raccolti in volumi tankōbon a partire dal 17 marzo 2023.
In Italia il manga principale è stato annunciato a Lucca Comics & Games 2016 da Edizioni BD che lo ha pubblicato sotto l'etichetta J-Pop dal 21 giugno 2017 al 27 ottobre 2021. La traduzione dei testi è stata curata da Sandro Cecchi.

#### Volumi
| L'eroe è morto! (20 volumi)                  |                   |                        |                   |                        |
| 1                                            | 12 maggio 2015    | ISBN 978-4-09-126139-7 | 21 giugno 2017    | ISBN 978-88-3275-026-3 |
| 2                                            | 11 settembre 2015 | ISBN 978-4-09-126434-3 | 30 agosto 2017    | ISBN 978-88-3275-107-9 |
| 3                                            | 12 novembre 2015  | ISBN 978-4-09-126628-6 | 25 ottobre 2017   | ISBN 978-88-3275-239-7 |
| 4                                            | 12 febbraio 2016  | ISBN 978-4-09-127023-8 | 24 gennaio 2018   | ISBN 978-88-3275-262-5 |
| 5                                            | 12 maggio 2016    | ISBN 978-4-09-127258-4 | 28 febbraio 2018  | ISBN 978-88-3275-314-1 |
| 6                                            | 9 settembre 2016  | ISBN 978-4-09-127380-2 | 26 aprile 2018    | ISBN 978-88-3275-362-2 |
| 7                                            | 12 gennaio 2017   | ISBN 978-4-09-127477-9 | 20 giugno 2018    | ISBN 978-88-3275-469-8 |
| 8                                            | 12 aprile 2017    | ISBN 978-4-09-127585-1 | 29 settembre 2018 | ISBN 978-88-3275-544-2 |
| 9                                            | 10 agosto 2017    | ISBN 978-4-09-127747-3 | 24 ottobre 2018   | ISBN 978-88-3275-611-1 |
| 10                                           | 10 novembre 2017  | ISBN 978-4-09-128016-9 | 19 dicembre 2018  | ISBN 978-88-3275-674-6 |
| 11                                           | 12 marzo 2018     | ISBN 978-4-09-128158-6 | 27 febbraio 2019  | ISBN 978-88-3275-724-8 |
| 12                                           | 12 luglio 2018    | ISBN 978-4-09-128410-5 | 24 aprile 2019    | ISBN 978-88-3275-784-2 |
| 13                                           | 12 ottobre 2018   | ISBN 978-4-09-128634-5 | 12 giugno 2019    | ISBN 978-88-3275-878-8 |
| 14                                           | 19 dicembre 2018  | ISBN 978-4-09-128730-4 | 28 agosto 2019    | ISBN 978-88-3275-941-9 |
| 15                                           | 12 aprile 2019    | ISBN 978-4-09-129099-1 | 20 novembre 2019  | ISBN 978-88-349-0094-9 |
| 16                                           | 19 agosto 2019    | ISBN 978-4-09-129383-1 | 5 febbraio 2020   | ISBN 978-88-349-0187-8 |
| 17                                           | 10 gennaio 2020   | ISBN 978-4-09-129538-5 | 17 giugno 2020    | ISBN 978-88-349-0279-0 |
| 18                                           | 12 maggio 2020    | ISBN 978-4-09-850110-6 | 23 settembre 2020 | ISBN 978-88-349-0376-6 |
| 19                                           | 12 ottobre 2020   | ISBN 978-4-09-850293-6 | 10 febbraio 2021  | ISBN 978-88-349-0413-8 |
| 20                                           | 18 marzo 2021     | ISBN 978-4-09-850483-1 | 27 ottobre 2021   | ISBN 978-88-349-0771-9 |
| Yūsha ga shinda! Kami no kun-hen (1+ volumi) |                   |                        |                   |                        |
| 1                                            | 17 marzo 2023     | ISBN 978-4-09-851758-9 | —                 | —                      |

### Anime

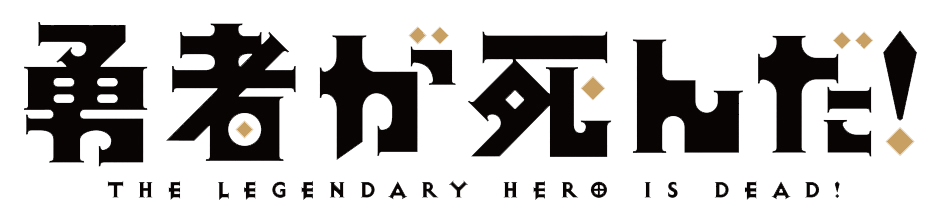
Logo della serie

Un adattamento anime intitolato The Legendary Hero Is Dead! è stato annunciato il 28 aprile 2022. È prodotto da Liden Films e diretto da Rion Kujo, con le musiche composte da Kana Konishi e Yukio Kondо̄. La serie è stata trasmessa dal 6 aprile al 22 giugno 2023 su Tokyo MX e BS11. Le sigle sono rispettivamente Shinda! (死んだ！?) di Masayoshi Ōishi (apertura) e Kawaikutte ijiwaru shichau (可愛くって意地悪しちゃう?) di Yurika Kubo (chiusura). I diritti per la distribuzione internazionale al di fuori dell'Asia sono stati acquistati da Crunchyroll che ha pubblicato la serie in simulcast in versione sottotitolata in vari Paesi del mondo, tra cui l'Italia. Il 22 marzo 2023 Crunchyroll ha annunciato il doppiaggio italiano della serie il quale è stato pubblicato dal 27 aprile al 13 luglio 2023. Il doppiaggio italiano è stato curato da Molok Studios di Milano sotto la direzione di Davide Fumagalli. L'adattamento dei dialoghi dell'edizione italiana è stato effettuato da Anna Papace.

#### Episodi
| Nº | Titolo italiano Giapponese 「Kanji」 - Rōmaji | In onda        | In onda        |
| Nº | Titolo italiano Giapponese 「Kanji」 - Rōmaji | Giapponese     | Italiano       |
| 1  | L'eroe è morto?! 「勇者が死んだ！？」 - Yūsha ga shinda!? | 6 aprile 2023  | 27 aprile 2023 |
| 1  | Tre anni dopo che l'eroe Sion ha sigillato le porte degli inferi, i demoni sono in qualche modo tornati. Touka ha una cotta per l'amica d'infanzia Yuna e protegge la sua casa dai demoni scavando trappole piene di lance affilate. Un demone attacca Yuna ma viene ucciso da Sion, che cade improvvisamente nella trappola di Touka e muore, lasciando il mondo senza un eroe. Per proteggersi dalla colpa, gli abitanti del villaggio seppelliscono Sion in segreto. Il mattino seguente Touka si risveglia nel corpo di Sion e la negromante Anri Haysworth rivela di aver scambiato l'anima di Touka con il cadavere di Sion per permettere a Touka di salvare il mondo, tenendo in ostaggio il suo corpo originale per assicurarsi la sua obbedienza. Durante il viaggio, Touka viene sfidato da uno dei conoscenti di Sion e accusato di impersonare il vero eroe a causa della sua incapacità di usare la spada sacra di quest'ultimo. Anri spiega la situazione al vecchio compagno di squadra di Sion, Kyle, che salva Touka dalla follia. Yuna scommette che Touka può dimostrare il suo valore completando una missione per uccidere i demoni. Anri conferma che Touka non ha il potere spirituale per usare la spada e nemmeno per impedire che il corpo di Sion continui a marcire. Kyle sfida Touka per il diritto di sostituire l'anima di Touka con la propria e assumere il ruolo dell'eroe. |                |                |
| 2  | Il falso eroe 「偽の勇者」 - Nise no yūsha | 13 aprile 2023 | 4 maggio 2023  |
| 2  | Dopo aver scoperto che Kyle stava scherzando, Touka cerca di recuperare il suo corpo dal ciondolo di Anri mentre lei dorme, ma assiste invece al tentativo di Kyle di ucciderla pugnalando il ciondolo. Sapendo che Kyle vuole ucciderlo, Touka cerca di evitare Kyle durante la missione. Mentre combattono contro i demoni, vengono separati da Anri e Kyle rivela di essere geloso che Sion sia diventato l'eroe e di aver cercato di assassinarlo segretamente più volte, sperando che Anri gli facesse scambiare l'anima. Yuna impedisce a Kyle di uccidere Touka, mentre Anri ascolta tutto ciò che Kyle ha detto. Kyle rivela che i negromanti sono in parte demoni, quindi se prende il cuore di cristallo di Anri può scambiarsi l'anima con Sion. Anri ammette che i negromanti sono esseri umani nati dall'altra parte delle porte degli inferi, che causano mutazioni come il suo cuore di cristallo. Touka decide che Anri è davvero affidabile e che farà del suo meglio come eroe. Anri decide che se Touka salverà il mondo lo sposerà. Touka attira Kyle in una delle sue trappole, facendolo precipitare nell'oceano. La ricompensa della missione non copre i debiti contratti per l'acquisto di attrezzature e cibo, così Touka decide di recarsi nella capitale reale per guadagnare molto denaro. Nel frattempo, alcuni loschi figuri decidono di prendere di mira la principessa Marguerite. |                |                |
| 3  | L'eroe è uno scheletro! 「勇者が白骨化！」 - Yūsha ga hakkotsuka! | 20 aprile 2023 | 11 maggio 2023 |
| 3  | Touka continua a marcire finché non rimane solo il suo scheletro. Durante l'incontro con Larcvalt, re di Farom, Touka indossa una maschera con il volto di Sion, per poi scoprire che Larcvalt voleva disperatamente che Sion sposasse la principessa Marguerite. Touka è costretto ad accettare un appuntamento per una festa in maschera che si terrà tra due giorni. Marguerite sviene a causa della sindrome da dispersione magica, una condizione che prosciuga fatalmente il suo mana se non consuma grandi quantità di cibo. Un medico di nome Leland scopre che Anri è una negromante e offre una pozione per ristabilire Touka a patto di cacciare demoni per la città e durante la caccia incontrano la cavaliera Siruela. Più tardi, Yuna e Anri vengono rapite dal negromante Signore delle Ossa. Touka scopre che la sindrome di Marguerite la fa ingrassare temporaneamente dopo ogni pasto, quindi tenta di metterle delle calze sulle sue cosce più grosse, facendo infuriare il suo tutore Isaac. Marguerite si reca dal suo medico e Touka, annoiato, si mette alla ricerca di Yuna e Anri e si imbatte in Leland, il medico di Marguerite che è anche il Signore delle Ossa. Leland visita la rapita Yuna e le svela il suo piano: uccidere tutti e rimuovere la loro carne prima di resuscitarli come scheletri immortali, poi dare la carne ai demoni in cambio della pace e incastrare Anri. Alla festa in maschera, Touka si emoziona quando Marguerite indossa deliberatamente le calze, facendo infuriare nuovamente Isaac, che sospetta che Touka non sia il vero Sion. |                |                |
| 4  | La sposa e l'eroe 「花嫁と勇者」 - Hanayome to yūsha | 27 aprile 2023 | 18 maggio 2023 |
| 4  | Marguerite conferma che Touka non è Sion per via della sua personalità drasticamente diversa, confermando i dubbi di Isaac e Siruela. Marguerite scappa e viene trovata da Leland che la attira nei bassifondi dove ha già trasformato in scheletri decine di persone. Touka tenta di salvarla, dimostrandole che in realtà è una brava persona, ma si fa staccare il cranio mentre Leland fugge con Marguerite. Touka convince Isaac e Siruela a fidarsi di lui e si infiltra nella prigione di Leland, dove salva Yuna e Anri. Leland inizia la cerimonia per rimuovere la carne di Marguerite e sposarla. Touka lo interrompe mentre Siruela combatte contro i demoni alleati di Leland. Leland usa una pozione per aumentare il mana, evocando altri scheletri per recuperare Marguerite e ferendo Isaac. Il gruppo fugge nel bosco, e Touka rivela che da bambino ha imparato la furtività e la strategia di sopravvivenza agli attacchi dei demoni dopo la morte dei genitori, e la sua confessione fa prendere una cotta a Marguerite. Poiché Touka ha un disperato bisogno di mana per combattere Leland, Isaac rivela che un effetto collaterale della sindrome da dispersione magica satura i fluidi corporei di Marguerite in mana, in modo che Touka possa riprendersi bevendoli. Non potendo piangere e rifiutandosi di farsi leccare il sudore da Touka, Marguerite conclude con imbarazzo di dover urinare nella bocca di Touka. |                |                |
| 5  | L'eroe rinato 「復活の勇者」 - Fukkatsu no yūsha | 4 maggio 2023  | 25 maggio 2023 |
| 5  | Touka ferma Marguerite, spiegando di aver compreso che Leland non è un negromante e che usa semplicemente un cristallo che manipola i morti. Touka espone il cristallo che Marguerite distrugge, quindi Leland viene catturato, ma appare un demone che ha sconfitto Siruela che rompe il cranio di Touka, uccidendolo. Essendosi innamorata di lui, Marguerite piange a sufficienza da far rigenerare il corpo di Touka, che la spada del'eroe per uccidere il demone. Altrove, il negromante che controlla il demone trova Touka interessante mentre Leland, divenuto pazzo, viene messo in prigione. Marguerite si rende conto che piangere per liberare le sue emozioni represse ha curato la sua sindrome. Il re premia Touka con una carrozza magica, sulla quale Marguerite si nasconde per unirsi al gruppo dell'eroe. Touka si rende conto che per arrestare la decomposizione del suo corpo è necessaria così tanta magia che gli restano solo poche settimane prima di tornare a essere uno scheletro impotente e Anri e Marguerite litigano su chi dovrà sposarlo un giorno. Yuna mette in dubbio i propri sentimenti per Touka e, sconvolta dalla presenza di Marguerite, decide di andarsene. Yuna viene morsa da un non-morto e inizia a trasformarsi in uno zombi. Cerca di insulta Touka affinché la abbandoni, ma lui si rifiuta e cerca di aiutarla. Entrambi vengono salvati dall'arciere Belarco, che sa che Touka non è l'eroe. |                |                |
| 6  | L'eroe è una donna 「女体化勇者」 - Nyotaika yūsha | 11 maggio 2023 | 1º giugno 2023 |
| 6  | Belarco suggerisce di rifugiarsi nella villa del sindaco Dott Burns. Una volta lì, Yuna si trasforma in zombi, ma Anri la controlla con la negromanzia, rivelando che gli zombi sono persone maledette con un incantesimo che aumenta l'aggressività e riduce l'autocontrollo, diffuso attraverso i morsi. Dovendo trovare il responsabile della maledizione, Anri propone di possedere temporaneamente Yuna per tenerla sotto controllo. Touka si offre volontario, ma una volta nei panni di Yuna diventa palese che voleva solo palpeggiare il suo corpo. Anri e Marguerite sventano ogni suo tentativo libidinoso, tenendolo legato per tutta la notte. Un demone irrompe nella villa, facendo entrare gli zombi che portano il caos. Dopo aver salvato Dott, questi conduce i sopravvissuti, tra cui Colin e Neigan (alleati di Leland), in una stanza segreta con varie armi per difendersi. Marguerite offre ai due una riduzione della pena in cambio del loro aiuto, e il duo accetta con riluttanza. Un demone di alto rango e altri demoni assalgono la stanza, lasciando Marguerite mezza nuda, e Belarco viene gettato nel fiume. Touka uccide un demone con la sua spada, sorprendendo tutti per via del fatto che l'anima di Touka è nel corpo di Yuna, e perciò usare la spada senza il corpo di Sion dovrebbe essere impossibile, a meno che Touka non abbia un'anima da vero eroe. |                |                |
| 7  | Un nuovo eroe 「新たな勇者」 - Arata na yūsha | 18 maggio 2023 | 8 giugno 2023  |
| 7  | Mentre Marguerite è estasiata dalla possibilità che Touka sia diventato il prossimo eroe, e quindi potrebbe sposarlo, Colin viene morso e poi pugnalato dal negromante Diego, colui che controllava un demone durante l'operazione di Leland. Avendo ucciso Sion, Diego spera che Touka e Anri si schierino con i negromanti per eliminare gli umani per il loro massacro di negromanti dopo che Sion ha sigillato le porte degli inferi. Touka rifiuta e Diego ordina ai suoi zombi di ucciderli. Touka bluffa di aver usato un potere più grande di quello degli eroi per uccidere Sion, il potere "Cobanti" (cosce abbondanti). Diego esita e viene schiacciato da Dott che guida la carrozza magica di Touka, corrotto da Cobanti (ovvero la possibilità di vedere Marguerite nuda con le calze). Dott rivela di aver portato dei rinforzi, un altro eroe leggendario, Milly Yunis, sorella di Yuna, il loro perverso padre Fieri, che preferisce i seni alle cosce, e i membri del gruppo di Milly, Shannon e Dorothy. Diego fugga ma rivela che gli zombi diventeranno demoni in 24 ore. Touka raduna gli zombi e promette a Colin che ucciderà il demone di Diego per salvarli, quindi finge di essere Yuna dinanzi alla sua famiglia. Milly dichiara di essere fidanzata con Touka, che ama, facendo arrabbiare Marguerite. Fieri, che invece disprezza il ragazzo, insiste che Yuna torni a casa, sostenendo che è troppo debole per essere utile in un combattimento, facendo arrabbiare Touka. Diego tende loro un'imboscata con un esercito di negromanti e demoni. |                |                |
| 8  | L'eroe è un apprendista! 「勇者が弟子！」 - Yūsha ga deshi! | 25 maggio 2023 | 15 giugno 2023 |
| 8  | I demoni controllati da una negromante uccidono tutti tranne Touka. Quando il negromante cerca di prendere la sua spada, Touka rivela che si trattava di una trappola: Anri aveva rubato il controllo dei demoni mentre tutti fingevano di essere uccisi. Touka si rende conto che la negromante è Ethel, la donna che gli ha insegnato a sopravvivere dopo la morte dei genitori. La sua reazione fa si che Milly si renda conto che Touka sta controllando il corpo di Yuna e scopre che ha accidentalmente ucciso Sion. Ethel rivela di essere stata presente quando le porte degli inferi si sono riaperte e ciò che ha visto l'ha portata a sostenere i negromanti. Consiglia a Touka e Anri di andare a vedere di persona e farsi un'idea, ma Touka la convince ad accompagnarli. Mentre Diego riflette sul misterioso potere Cobanti, Dott e Belarco salgono su una barca per informare il padre di Marguerite di quanto sta accadendo. Fieri ed Ethel si rivelano essere vecchi nemici, ma nonostante ciò la donna porta il gruppo a far riparare la carrozza da Ledo, un artigiano cieco e nonno di Sion. Durante le riparazioni Touka scopre che Milly non è tecnicamente un eroe, poiché la sua spada sacra Durandal è in realtà costruita dall'uomo. Sebbene possa uccidere il re dei demoni, solo la vera spada sacra di Touka può sigillare le porte degli inferi. Ethel rivela che i negromanti ora controllano i quattro arciduchi demoniaci del re dei demoni e Milly è certa che Touka riuscirà in qualche modo a salvare Yuna dal diventare un demone. |                |                |
| 9  | L'eroe è nel passato 「勇者過去へ」 - Yūsha kako e | 1º giugno 2023 | 22 giugno 2023 |
| 9  | Touka si risveglia nel passato, quando i suoi genitori erano vivi, ma si rende conto che non è reale, poiché tutte le persone che incontrano non reagiscono alle sue azioni. Ad un certo punto incontra Yuna, che gli rivela che si trovano all'interno di un'illusione magica modella sui ricordi d'infanzia suoi e di Yuna, frutto della condivisione delle loro anime con il corpo di Yuna. Passano dal ricoro del loro primo incontro a molti altri, andando avanti nel tempo fino al momento in cui Touka lasciò per la prima volta la sua città natale, Elvania. Yuna rimpiange di essere stata al suo fianco quel giorno e di non averlo salutato a dovere. Arrivano al giorno in cui sua madre è stata uccisa e Touka può dirle addio. Il ricordo successivo mostra che Touka era presente quando la porta degli inferi si è riaperta. Yuna non riesce a credere a quanto Touka le abbia nascosto del suo doloroso passato e che sono i suoi sentimenti per lei lo abbiano aiutato a sopravvivere fino al ritorno a casa. Un demone lo interrompe, rivelando di essersi infiltrato nella mente di Touka e di averlo costretto a rivivere i suoi ricordi peggiori per divertimento. Capendo che il demone deve morire per liberarsi, Touka ritrova un ricordo di se stesso nei panni di Sion con il massimo potere raggiunto, ma il demone può leggere la sua mente per prevedere le sue mosse. Touka si rende conto che la magia del demone gli permette di entrare in una sola mente alla volta, quindi non può vedere Yuna. Scoperto ciò, Yuna controlla i movimenti delle sue braccia e il demone viene facilmente ucciso. Risvegliandosi nella realtà, Touka scopre di poter vedere e parlare con l'anima di Yuna. |                |                |
| 10 | L'eroe si infiltra 「勇者が決闘！」 - Yūsha ga kettō! | 8 giugno 2023  | 29 giugno 2023 |
| 10 | L'anima di Touka è costretta a tornare nel corpo di Sion a causa della ripresa di coscienza dell'anima di Yuna. I due tentano di nascondere il corpo di Yuna nella carrozza, ma vengono scoperti da Fieri. Bellarco e Dott raggiungono la città, mentre Diego e in negromanti uccidono l'Ordine dei Guerrieri Magici invitato dal padre di Marguerite. Dott convince il sovrano a inviare un esercito di cavalieri, con Isaac e Siruela che prendono anche il prigioniero Kyle, sopravvissuto al tentativo di Touka di annegarlo. Fieri perdona Touka a condizione che ammetta che i seni sono superiori alle cosce. Ledo, che può vedere le anime nonostante la sua cecità, è felice di vedere l'anima di Sion nascosta nella sua spada. Una volta libero, Kyle progetta di rubare nuovamente il corpo di Sion a Touka. Raggiunta Elvania per affrontare Diego, Ethel tradisce e trafigge Touka come un'arma che distrugge l'anima, uccidendolo definitivamente. Tuttavia viene rivelato che si tratta di uno stratagemma per portare il corpo di Sion al sicuro, poiché Anri aveva in realtà rimesso l'anima di Touka nel suo stesso corpo. Travestito da demone, Touka si avvicina ad Adele, la demone creatrice di zombi, e la addormenta con un incantesimo. Prima di poterla decapitare, vengono fermati dal negromante Friedrich, il fratello maggiore di Anri che lei credeva morto. Yuna e gli zombi hanno ora solo un'ora prima di diventare demoni. |                |                |
| 11 | L'eroe combatte! 「勇者が決闘！」 - Yūsha ga kettō! | 15 giugno 2023 | 6 luglio 2023  |
| 11 | Friedrich è furioso che Anri sia sia schierata con gli umani, ma ammette anche di non volerli uccidere tutti, limitandosi ai reali e i nobili responsabili del massacro dei negromanti di tre anni fa. Nonostante condivida il suo dolore, Anri sceglie di salvare delle vite schierandosi con Touka. Diego usa il potere dell'arciduca demoniaco Vertex per assorbire Adele, e ciò obbliga Touka a doverlo affrontare per salvare Yuna dalla sua trasformazione. Milly e Marguerite uccidono molti demoni utilizzando le trappole lasciate da Touka tre anni prima. Diego si fonde con Vertex per duellare contro Touka, ma viene tradito da Ethel che lo blocca abbastanza a lungo da permettere al ragazzo di riappropriarsi del cadavere di Sion e di pugnalare Diego, ma uno dei poteri di Vertex assorbe gli attacchi magici e perciò il nemico rimane illeso. Mentre Friedrich affronta Ethel, Yuna ricorda che Sion ha sconfitto Vertex vicino al loro villaggio e si rende conto che l'arciduca demoniaco può bloccare solo gli attacchi che vede arrivare, quindi se viene attaccato a caso da più direzioni alcuni attacchi lo colpiranno. Marguerite affronta un altro negromante, mentre Touka e Diego continuano il loro combattimento, ma Touka esaurisce per primo il mana e prende una pozione nonostante i sintomi dell'overdose e sviene. In seguito, arrivano Belarco e Kyle per fonire supporto, e adesso al corpo di Yuna rimangono 15 minuti prima di diventare un demone. |                |                |
| 12 | Gli eroi sono due! 「勇者が二人！」 - Yūsha ga futari! | 22 giugno 2023 | 13 luglio 2023 |
| 12 | Kyle interviene per vendicarsi di Touka, mentre quest'ultimo si risveglia all'interno della spada sacra e incontra Sion che gli mostra uno specchio attraverso il quale tutte le donne che ha incontrato sono nude e portano le calze. Sion gli rivela che si tratta di un dono della spada, un aldilà fatto su misura per i desideri più reconditi di Touka, ma se sceglierà di entrarci non potrà più salvare Yuna. Non esitando a salvare l'amica, Touka torna nel corpo di Sion, mentre l'anima di quest'ultimo va temporaneamente nel corpo di Touka per combattere al suo fianco. Diego viene sconfitto con pochi secondi prima dell'innescarsi della trasformazione di Yuna e viene ucciso dai demoni per vendicarsi dell'omicidio di Adele. L'anima di Yuna torna nel suo corpo, ora guarito, mentre Ethel e Friedrich scompaiono nel nulla. Durante i festeggiamenti, Touka si ritrova circondato da donne in quanto nuovo eroe, ma viene trascinato gelosamente da Yuna in una camera da letto vicina. Dopo qualche esitazione e discussione, Yuna decide di ricompensarlo per averla salvata facendogli adorare le sue cosce in bikini e calze, per poi fuggire quando Touka rivela che Sion può probabilmente vederla dall'interno della spada. Marguerite deduce che Yuna si è innamorata di Touka e diventa sua amica e rivela per conquistare il suo affetto. Su esortazione di Sion, Touka ricorda il viaggio verso le porte degli inferi finché non avrà aumentato in modo permanente i suoi livelli di mana. A tal fine Sion ordina a Kyle e Dorothy di guidare Touka da un'esperta di manipolazione del mana, la sapiente.                                                                                  |                |                |

## Accoglienza
Matilde Losani di Fumetto d'Autore ha definito la storia come esilarante, quasi grottesca, con quel tocco di erotismo tipico del manga giapponese. Luca Cerutti di Magazine uBC Fumetti ha recensito il primo volume della serie, trovando che il titolo fosse azzeccato a quello che voleva narrare con un feroce sarcasmo di cui era capace il lato parodistico del fantasy. Cerutti si soffermò sul cast di personaggi, sia principali che secondari, trovando che molti di questi fossero gradevoli proprio perché comicamente adatti al ruolo affidatogli, dove vi era una comica sfilata di equivoci e scaricabarile di vario tipo. Il recensore valutò anche la sceneggiatura di Subaruichi, definendolo sicuro nel costruire una trama che mescolava bene commedia satirica e azione, facendo ridere di gusto il lettore delle idiosincrasie dei vari personaggi e trovando sempre un ragionevole motivo per cui degli inetti riuscivano ad uscire vittoriosi da una sfida completamente al di là delle loro possibilità. Lo stile di disegno era valido nelle varie tavole, anche se l'autore finiva per incespicarsi non poco nelle scene d'azione e corali, rendendole confuse e spesso macchiettistiche, ma recuperava notevolmente quando doveva rendere l'espressività dei protagonisti, che si trattasse di un'espressione drammatica o di un volto caricaturalmente distorto da pensieri maligni. Concluse ritenendo che il primo volume convinceva pienamente per la sua carica sarcastica e la generale abilità nel gestire la narrazione sul filo sottile tra serio e faceto, anche se questo portava ad una scommessa azzardata, in quanto la rottura di tale equilibrio poteva mettere nelle mani del lettore un mediocre manga comico o un fantasy banalotto, ma il primo numero non dava motivi per essere pessimisti.
Secondo Nicholas Dupree di Anime News Network, l'anime sembrava una serie fuori dal tempo, in quanto aveva uno stile simile alle commedie degli anni '90 e 2000 in cui protagonisti totalmente privi di ispirazione e ignobili venivano spinti nel ruolo di eroe, mandando all'aria l'attesa storia fantasy. Tuttavia il suo umorismo risultava fiacco, prevedibile e stantio, e il fanservice non era ben rappresentato. Il fatto che il protagonista fosse un non-morto non era adeguatamente sfruttato come in altre opere quali Sankarea e Zombie Land Saga, anche se proseguendo la visione la trama sembrava migliorare e rendersi più interessante. Il cast di personaggi risultava troppo piatto e inerte, e la storia diventava noiosa e insignificante. In conclusione, The Legendary Hero Is Dead! non aveva le premesse per essere una grande serie, ma se avesse puntato di più sui suoi punti di forza e ampliato il repertorio comico, avrebbe potuto risultare almeno sufficientemente affascinante per i fan delle commedie ecchi. Lo stesso Dupree ha poi classificato The Legendary Hero Is Dead! come la peggiore serie anime trasmessa nella primavera 2023. Chelsea Steele di CBR.com ha classificato The Legendary Hero Is Dead! come il secondo anime più deludente della primavera 2023, che nonostante la premessa intrigante cadeva nel nulla con i soliti tropi e gag ormai abbandonate dalla maggior parte del pubblico.